# Sina e Eel

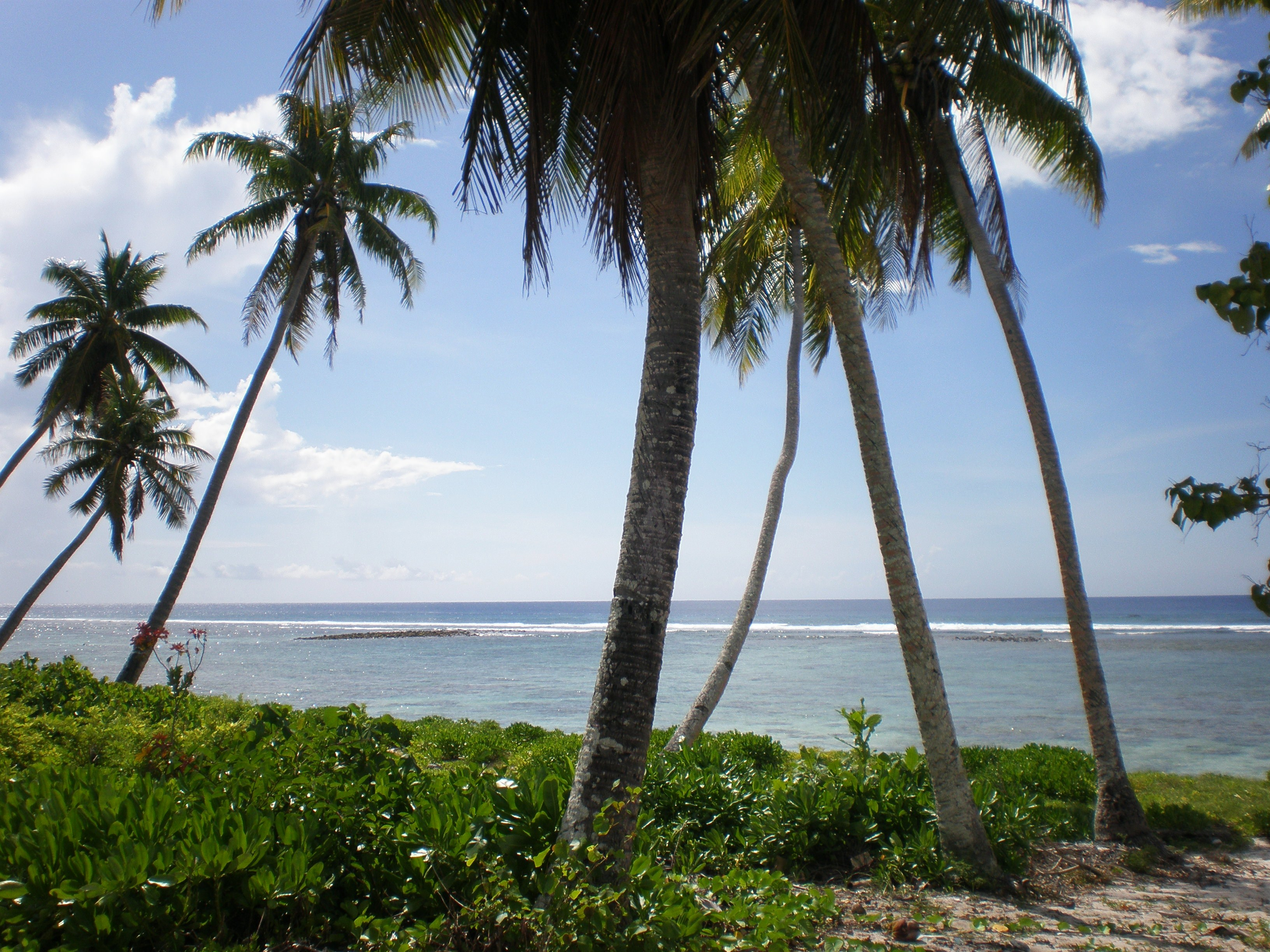
Alberi di cocco sulla costa del villaggio di Falealupo, isola di Savai'i, Samoa

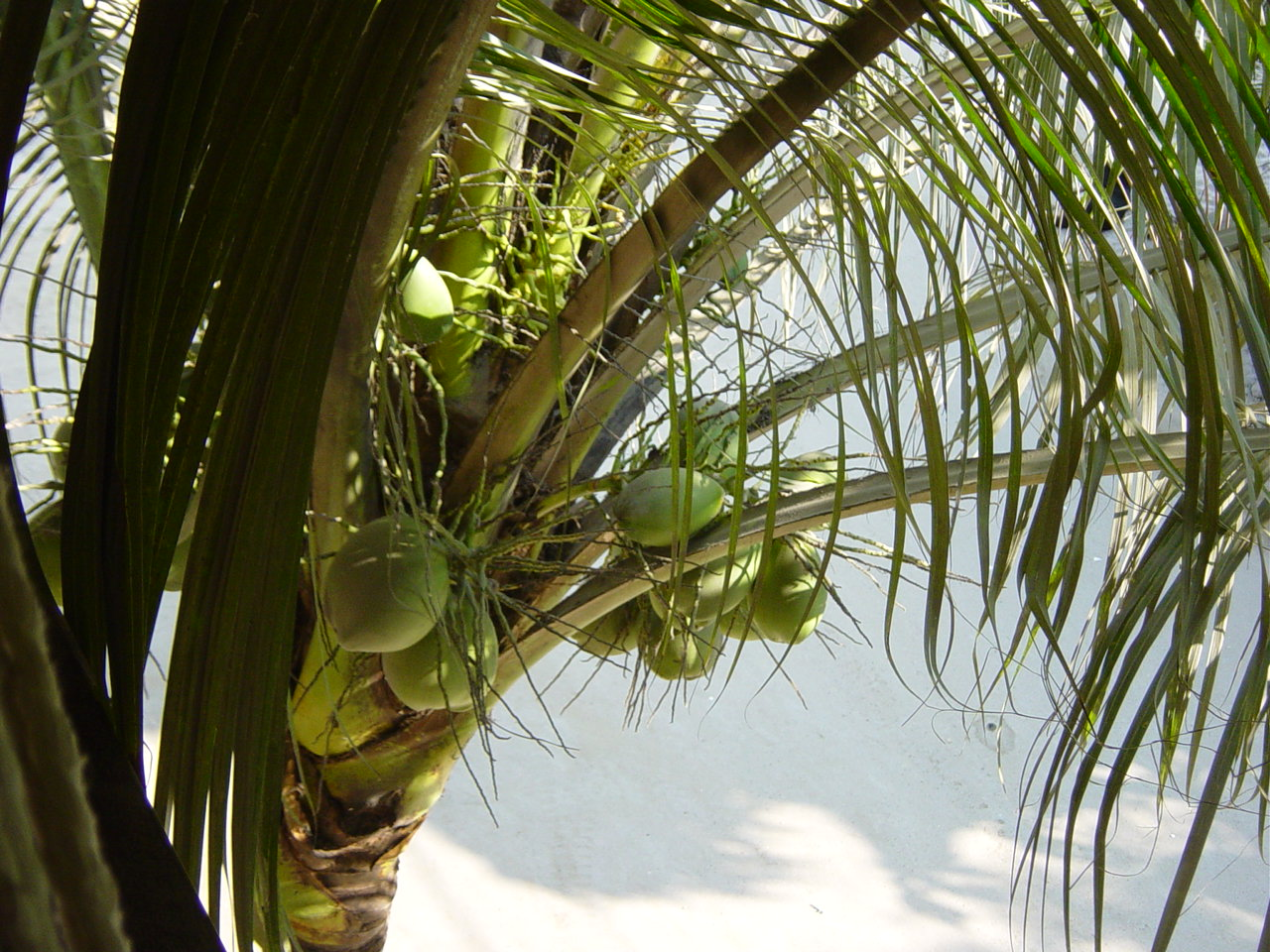
Noci di cocco

Sina e Eel è un mito delle origini nella mitologia samoana, che spiega le origini del primo albero di cocco.
In lingua samoana la leggenda si chiama Sina ma le Tuna. Tuna è la parola samoana per "anguilla".
La storia è anche ben nota in tutta la Polinesia, comprese Tonga, Fiji e Maori in Nuova Zelanda.
Diverse versioni della leggenda sono raccontate in diversi paesi dell'Oceania. L'albero di cocco (Cocos nucifera) ha molti usi ed è un'importante fonte di cibo. Viene anche utilizzato per la produzione di olio di cocco, cesti, corde di "sennit" utilizzate nella costruzione di case tradizionali samoane, nella tessitura e per la costruzione di piccole case tradizionali o fale. La carne essiccata della noce di cocco o copra è stata un importante prodotto di esportazione e una fonte di reddito in tutto il Pacifico.
La leggenda di Sina e Eel è associata ad altre figure della mitologia polinesiana come Hina, Tinilau, Tagaloa e Nafanua.
Sina è anche il nome di varie figure femminili della mitologia polinesiana. La parola sina significa anche 'bianco' o dai capelli d'argento (dai capelli grigi in età) nella lingua samoana. C'è anche un'antica canzone samoana chiamata Soufuna Sina basata su una leggenda di Sina.

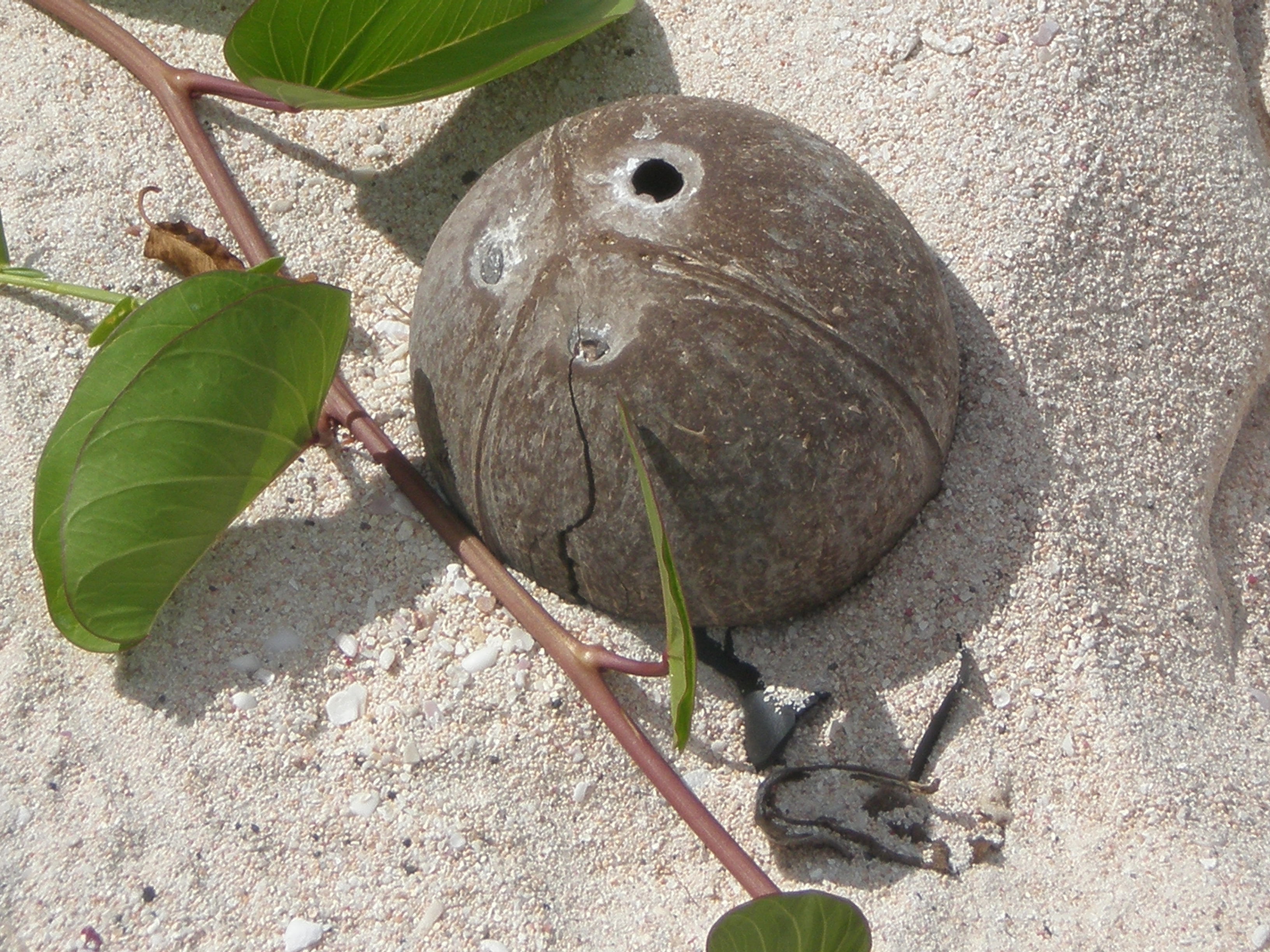
Guscio di cocco che mostra i "due occhi e la bocca" di Eel.

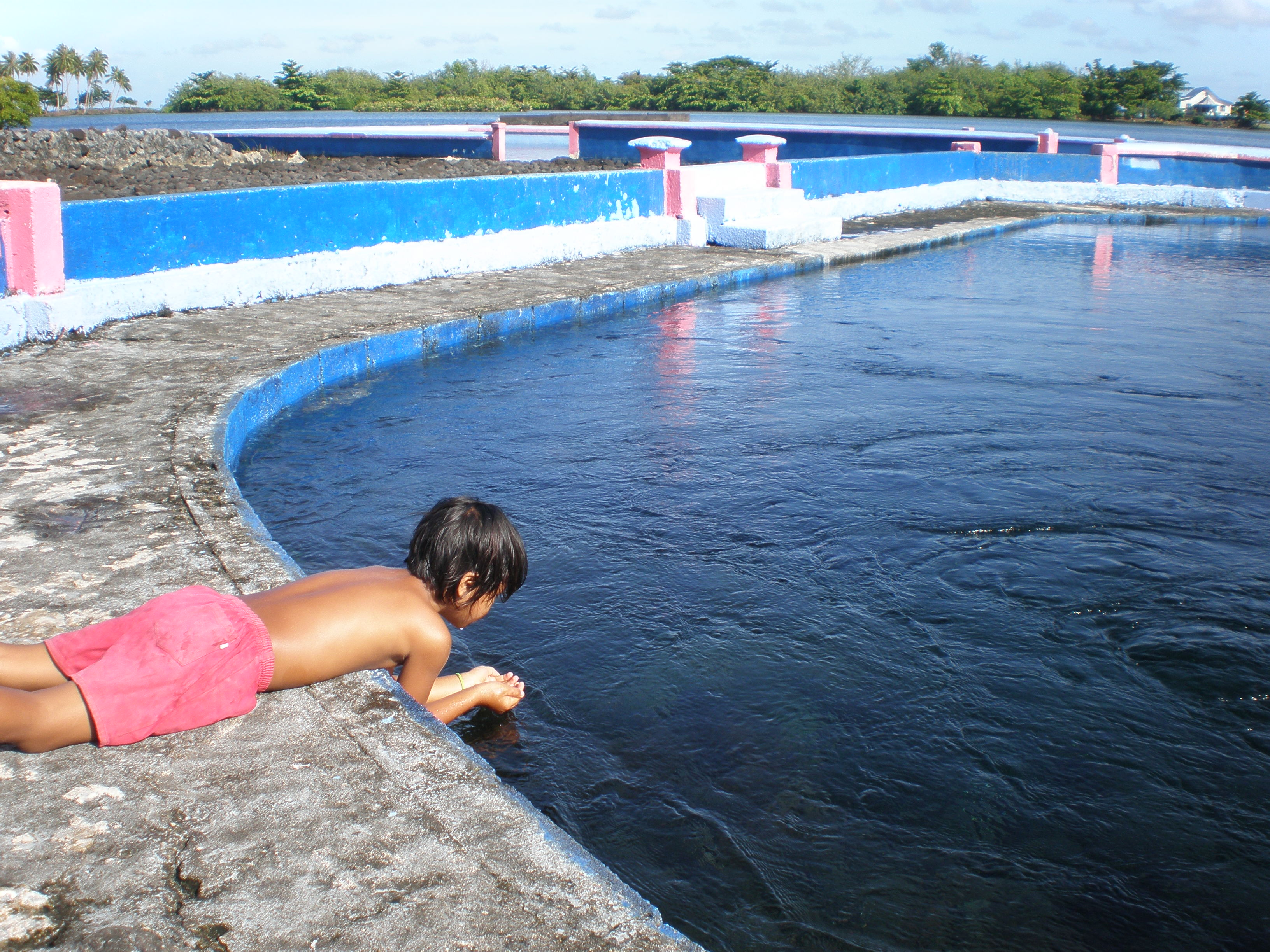
Bambino locale che beve un bicchiere d'acqua dalla piscina Mata o le Alelo nel villaggio di Matavai, distretto del villaggio di Safune, Savai'i

## Storia
Sull'isola di Savai'i nelle Samoa, una versione della leggenda narra di una bella ragazza chiamata Sina la cui bellezza era conosciuta in tutto il Pacifico. Questa bellezza raggiunse il Tui Fiti o il re delle Fiji che era più vecchio di Sina. Si incuriosì e decise che avrebbe visto di cosa si trattava. Usando il suo Mana (magia) si trasformò in un'anguilla e si recò nel villaggio in cui risiedeva Sina. Quando giunse alla piscina del villaggio, vide la bellezza di Sina.
Tuttavia, quando Sina guardò nella piscina, vide l'anguilla che la fissava.
Arrabbiata, gridò: "Mi fissi, con occhi da demone!" (in samoano: E pupula mai, ou mata o le alelo!). Ma subito Sina si accorse che l'anguilla era molto bella e ne fece il suo animale domestico. Erano passati anni e anni e il Tui Fiti invecchiava e con esso la sua magia. Era diventato debole e aveva deciso di rivelarsi. Spiegando a Sina che una volta era il re delle Fiji e che era venuto a vedere la sua bellezza, ma sapeva che non aveva alcuna possibilità a causa della sua età. Aveva poi chiesto a Sina di piantare la testa nel terreno. Sina seguì la richiesta dell'anguilla e piantò la testa nel terreno e dalla terra nacque un albero di cocco. Quando venne rimossa la buccia da una noce di cocco, c'erano tre segni rotondi che apparivano come la faccia del pesce con due occhi e una bocca. Uno dei segni venne trafitto per bere il cocco, e quindi quando Sina bevette stava baciando l'anguilla.
A Samoa, la fresca piscina di sorgente Mata o le Alelo nel piccolo villaggio di Matavai, Safune, è associata alla leggenda di Sina e dell'anguilla. La piscina prende il nome dalle parole dette da Sina all'anguilla nella leggenda. La piscina è aperta ai visitatori.

### Versioni differenti
- Un'altra versione della storia dice che Sina proveniva dal villaggio di Laloata sull'isola di Upolu e il nome di suo padre era Pai.[7]
- Su Mangaia, nelle Isole Cook, la versione della storia parla di una bellissima donna di nome Ina-moe-Aitu che viveva in una grotta vicino al villaggio di Tamarua e fece il bagno in un ruscello che scorreva nella sua grotta.[8]

## Nella cultura popolare
- La canzone "You're Welcome" dal film Moana del 2016 della Walt Disney Pictures fa riferimento a Sina e Eel, ma con il semidio polinesiano Maui che ha ucciso un'anguilla e seppellito le sue viscere nel terreno per coltivare alberi di cocco. Mentre canta la canzone a Moana, Maui suona con una noce di cocco che ha tre segni rotondi sulla sua superficie.[9]
- Anche se non viene detto nel film, i titoli di coda elencano la madre di Moana come "Sina". Durante la canzone "Where You Are", Sina viene mostrata mentre insegna a Moana come raccogliere le noci di cocco e usare le varie parti dell'albero di cocco.[9]